# رافيلس
رافيلس (تنطق بالهولندية: [ˈraːvəls]) هي بلدية تقع في بلجيكا بمقاطعة أنتفيرب. وتشمل البلدية Poppel، Ravels proper وWeelde. في 1 يناير 2012 بلغ عدد سكانها 14,515 نسمة. المساحة الكلية هي 94.99 كم² مما يعطي كثافة سكانية 153 نسمة لكل كم². ونسبة كبيرة من سكانها هم مهاجرون من هولندا.